# Пресвитерианская церковь Бангладеш
Пресвитерианская церковь Бангладеш (англ. The Bangladesh Presbyterian Church, BPC) — консервативная реформатская евангелическая деноминация в Бангладеш.
Церковь создана в 2015 году в Дакке, Бангладеш, миссионером пресвитерианской церкви Кореи (ТонгХап) Кён-Ёпом Ли.

## История
3 января 1993 года Пресвитерианская церковь Корее (ТонгХап) направила миссионеров Кён-Йоп Ли и Ын-Ок Сон в Дакку, Бангладеш, с целью основания церквей и развития социальной работы.
Миссионеры построили школы и благотворительные организации. Впоследствии церковь начала обучать местных новообращенных для будущего руководства церковью, начались рукоположения пасторов Бангладеш. В результате роста миссионерской работы в 2015 году была официально создана новая деноминация под названием «Пресвитерианская церковь Бангладеш».
В 2017 год у церкви было 13 церквей, 20 пасторов и 19 школ, в которых обучалось около 1800 учеников.

## Межцерковные отношения
Церковь является членом Всемирного реформатского братства.